# Рушкі (Лодзинське воєводство)
Рушкі (пол. Ruszki) — село в Польщі, у гміні Бедльно Кутновського повіту Лодзинського воєводства.
Населення — 61 особа (2011).
У 1975-1998 роках село належало до Плоцького воєводства.

## Демографія
Демографічна структура станом на 31 березня 2011 року:
|          | Загалом | Допрацездатний вік | Працездатний вік | Постпрацездатний вік |
| -------- | ------- | ------------------ | ---------------- | -------------------- |
| Чоловіки | 29      | 4                  | 21               | 4                    |
| Жінки    | 32      | 6                  | 18               | 8                    |
| Разом    | 61      | 10                 | 39               | 12                   |